# マネーツリー
マネーツリー株式会社は、2012 年に創業した日本のFinTechスタートアップ企業である。
フィデリティー・インターナショナル、米国セールスフォース・ドットコム、三大メガバンク系ファンド、SBI インベストメント、地域金融機関系ベンチャーキャピタル、海外大手運用会社から出資を受けている。
シミラーウェブ（Similar Web）が2020年に発表した日本における「急成長オンラインブランド100選」において、金融サービス部門1位を獲得した。

## 沿革
2012
- 4月、ポール チャップマン、ロス シャロット、マーク マクダッドが人々とお金のあり方を劇的に変えることをミッションに渋谷で起業、マネーツリー株式会社を設立。

2013
- 4月、銀行口座、クレジットカード、電子マネー等の資産情報をまとめて管理できるiOS版の個人資産管理サービス「Moneytree」をローンチ
- フィンテック業界で初めて、個人情報保護認証「TRUSTe」マークを取得
- 12月、AppleのApp Store「今年のベストiPhone App」を受賞

2014
- 有料サービス「Moneytree Work 経費精算」をローンチ]

2015
- 1月、企業向けに利用者の合意に基づくデータ共有プラットフォームである、金融データプラットフォーム「Moneytree LINK」の提供を開始
- 有料サービス「Moneytree Corporate 法人口座」をローンチ

- 一般社団法人Fintech協会の設立に参画。当社取締役、マーク・マクダッドが協会およびAPI・セキュリティ分科会の理事に就任
- 10月、米国セールスフォース・ドットコムをリードインベスターとする、シリーズAラウンドの資金調達を実施。日本で初めて、メガバン33社のベンチャー投資部門から同時に出資を受ける
- IBM初の公式フィンテックAPIパートナーに採用される
- ウェブ版の個人資産管理サービス「Moneytree」をリリース]

2016
- Android版の個人資産管理サービス「Moneytree」をローンチ
- 7月、全プラットフォームにおいて、個人情報保護認証「TRUSTe」マークを取得
- 金融庁主催の金融審議会「金融制度ワーキング・グループ」に一般社団法人全国銀行協会「オープンAPIのあり方に関する検討会」のメンバーとして、当社取締役マーク マクダッドが参加
- Moneytree LINKの採用企業数が20社を突破

2017
- 第一生命、かんぽ生命、NTTデータ主催「InsTechオープン イノベーションビジネスコンテスト」で優秀賞を受賞

2018
- 株式会社みずほ銀行主催「Mizuho Innovation Award 2018年 1-3月期」を受賞
- Android版の有料サービス「Moneytree Work 経費精算」をローンチ
- Android版の有料サービス「Moneytree Corporate 法人口座」をローンチ
- 一般社団法人電子決済等代行事業者協会の設立に参画。当社取締役マーク マクダッドが理事に就任
- 12月、電子決済等代行業者として登録完了

2019
- Moneytree LINKの採用企業数が50社を突破
- 有料サービス「Moneytree Grow 家計管理」をローンチ
- 英国大使館国際通商部とスコットランド国際開発庁によるTech Rocketship Awards において「Future of Financial Services Award」を受賞

2020
- 4月、Fidelity Internationalを引受先とした第三者割当増資によるシリーズC2ラウンドの資金調達を実施
- 5月、金融データプラットフォーム「MT LINK」を「Moneytree LINK」へ、MT LINK事業をMoneytree LINK事業へ改称
- 企業向けに自社サービスへの資産管理機能組み込みをフルサポートする開発ツール「LINK Kit」をリリース]
- 7月、リブランディングを実施、ウェブサイトを全面リニューアル
- 9月、日本においてISO/IEC 27001:2013を取得
- 11月、新事業「プロフェッショナルサービス」を開始

2021
- 一般社団法人オルタナティブデータ推進協議会に正式加盟

## 事業内容

### （1）アプリケーション事業
複数の資産情報の一元管理を可能にする、金融資産管理サービス「Moneytree」と資産の可視化を可能にする資産管理アプリ「Moneytree」を提供している。

### (2)プラットフォーム事業「Moneytree LINK」
Moneytree LINK は、2,500以上の銀行口座（個人・法人）、クレジットカード、電子マネー、ポイントカード・マイル、証券口座の取引明細が一つに集約された、金融データプラットフォームである。
採用企業／組織
2021年7月末時点で80社以上がMontree LINKを採用。
- 銀行：三菱UFJ銀行、三井住友銀行、みずほ銀行、ソニー銀行、横浜銀行、山形銀行、きらぼし銀行、中国銀行、碧海信用金庫
- 会計：TKC、弥生会計、GLASIAOUS、ICS
- カード：三菱ufjニコス、三井住友カード
- 融資・投資：LENDY、WealthNavi、TORANOTEC
- IT：CROWD CAST、Softplanner
- 不動産：Bambooboy
- その他：京都大学、内閣府

### (3)プロフェッショナルサービス事業
2020年から顧客事業者の金融DX実現を支援するプロフェッショナルサービスの提供を開始。
モデルケース
- 代理出金機能付信託「つかえて安心」専用アプリ（三菱UFJ信託銀行）：日本における高齢化が急速に進行するするなか、認知症になっても安⼼してご本⼈が自身のお⾦を使い続けられる仕掛け作りを目的とした信託商品。マネーツリーは専⽤スマートフォンアプリの開発において、UI（操作性）/UX（ユーザーのサービス体験）の設計監修およびアプリ開発を⽀援している。

### (4)オルタナティブデータの活用
2021年11月10日には、グローバル金融および多くの業界からの注目が高まるオルタナティブデータの活用を事業化させる「データリサーチ部門」の新設を発表。 資産管理サービス「Moneytree」および「Moneytree ID」に紐づく蓄積データをもとに、利用者のデータプライバシーを守りながら、非個人情報として扱える統計データをオルタナティブデータとして提供する。「オルタナティブデータ推進協議会」にも加盟し業界内でのオルタナティブデータ活用の推進および活用ノウハウの還元に取り組んでいる。

## Moneytree対応金融機関およびサービス
2021年08月27日現在、MoneytreeおよびMoneytree LINKは2,489種類※の金融機関およびサービスに対応している。